# سان تیانتیان
 سان تیانتیان (انگلیسی: Sun Tiantian؛ زاده ۱۲ اکتبر ۱۹۸۱) یک تنیس‌باز اهل جمهوری خلق چین است.